# 넬슨 기념탑

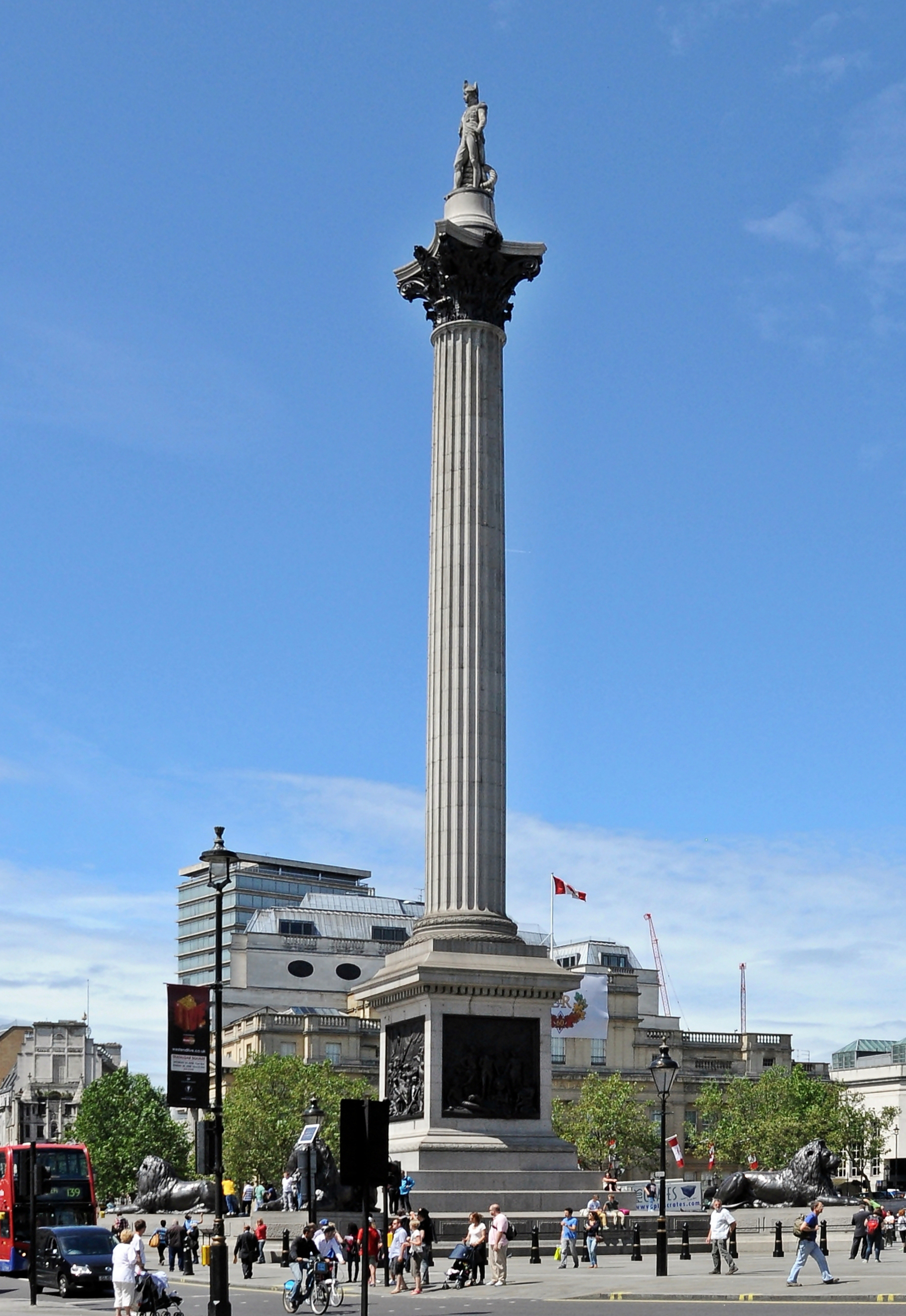
넬슨 기념탑

넬슨 기념탑(영어: Nelson's Column)은 영국 런던 트라팔가 광장 중심으로 자리 잡고 있는 기념석물이다. 1840년부터 1843년까지 허레이쇼 넬슨 제독의 업적을 기념하기 위해 건설되었다.

## 같이 보기
- 베를린 전승기념탑
- 7월 기념비